# 小行星25701
小行星25701（25701 Alexkeeler）是一颗绕太阳运转的小行星，为主小行星带小行星。该小行星于2000年1月20日发现。

## 轨道参数
小行星25701的轨道半长轴为406 204 856 km，2.7152731 UA，离心率为0.160。